# Оженна
Оже́нна (пол. Ożenna) — село в Польше, входит в гмину Кремпна Ясленского повята Подкарпатского воеводства.

## География
Село располагается в 11 км от Кремпны, в 36 км от Ясло и в 78 км от Жешува. Село находится на польско-словацкой границе по левой стороне шоссе Ясло-граница возле бывшего пограничного пункта Оженна-Нижна-Полянка (в 2007 году был ликвидирован). Возле села протекает река Рыяк, являющийся притоком Вислоки. Через Оженну проходит альпинистский туристический маршрут в направление несуществующего села Чеханя. Сразу же за селом находится горная тропинка, которая являлась в прошлом торговым путём через Бескиды в сторону Старого Жмигруда.

## История
Село было основано в первой половине XVI века и принадлежало Миколаю Стадницкому герба Шренява (без креста). На протяжении веков в селе проживали лемки, исповедующих грекокатолицизм. В 1945 году большинство жителей были высланы в СССР. Другие были высланы во время операция «Висла» на западные земли Польши. В 70-е годы XX столетия в селе было отделение тюрьмы. Заключённые работали на заготовке леса и на сельскохозяйственных работах.

### Этимология
Название села происходит от польского слова «ożyna», означающее «ежевика».

## Население
Население села составляет 120 человек.

## Достопримечательности
- В окрестностях села находятся воинские захоронения времён Первой мировой войны, входящие в группу Западногалицийских воинских кладбищ:
  - Воинское кладбище № 1 (Оженна), Воинское кладбище № 2 (Оженна) и Воинское кладбище № 3 (Оженна).

На кладбище № 1, 2 захоронены только русские солдаты. Кладбище № 3 состоит из двух частей, на одной из которых также захоронены русские солдаты.